# Tolmerus nigrifemoratus
Tolmerus nigrifemoratus là một loài ruồi trong họ Asilidae. Tolmerus nigrifemoratus được Macquart miêu tả năm 1839.